# 森下弘
森下 弘（もりした ひろむ、1903年10月25日 - 1990年1月17日）は、日本の実業家。日本新薬社長、会長を務めた。奈良県出身。

## 経歴・人物
1929年に九州帝国大学法文学部を卒業し、1933年に日本新薬に入社した。1946年から社長に就任し、1987年から会長に就任した。
1970年から1983年までに京都商工会議所会頭と日本商工会議所副会頭を務め、1987年までに関西経済連合会副会長も務めた。
1990年1月17日うっ血性心不全のために死去。86歳没。死後に京都府から特別功労表彰を受けた。